# Cambia (Serra Leoa)
Cambia (em inglês: Kambia) é uma cidade da Serra Leoa, capital do distrito homônimo. Segundo censo de 2004, havia 11 842 residentes.